# Macroocula magna
Macroocula magna (лат.) — вид мелких ос рода Macroocula из семейства Bradynobaenidae (Apterogyninae). Египет, Йемен, Саудовская Аравия.

## Описание
Внешне похожи на ос-немок (Mutillidae). Брюшной тергит T2 шире, чем тергит T3 и редко пунктирован. Глаза крупные, полусферические; их диаметр в несколько раз больше расстояния между ними и основанием усиков у самцов или равно ему у самок. Основная окраска коричневато-красная, брюшко темнее (глаза чёрные). Вертлуги средней пары ног с выступом (на переднем и заднем выступов нет). Имеют резкий половой диморфизм: самки бескрылые с короткими 12-члениковыми усиками, самцы крылатые с длинными 13-члениковыми усиками. Биология неизвестна. Вид был впервые описан в 1965 году итальянским энтомологом F.Invrea (Италия).